# Astelia grandis
Astelia grandis är en enhjärtbladig växtart som beskrevs av Joseph Dalton Hooker och Thomas Kirk. Astelia grandis ingår i släktet Astelia och familjen Asteliaceae. Inga underarter finns listade i Catalogue of Life.